# Nevill Ground
Le Nevill Ground est un terrain de cricket situé à Royal Tunbridge Wells, Kent, Angleterre. Il a accueilli un ODI dans le cadre de la Coupe du monde de cricket de 1983 – le match de poule entre l'Inde et le Zimbabwe au cours duquel Kapil Dev a marqué 175 courses not out. Le Nevill Ground est fameux pour les rhododendrons qui entourent le terrain.